# Curicta
Curicta is een geslacht van wantsen uit de familie van de Nepidae (Waterschorpioenen). Het geslacht werd voor het eerst wetenschappelijk beschreven door Carl Stål in 1861.

## Soorten
Het genus bevat de volgende soorten:

- Curicta bilobata Kuitert, 1949
- Curicta bonaerensis (Berg, 1879)
- Curicta borellii Montandon, 1903
- Curicta carinata Kuitert, 1949
- Curicta decarloi Keffer, 1997
- Curicta grandis De Carlo, 1951
- Curicta granulosa De Carlo, 1951
- Curicta howardi Montandon, 1910
- Curicta hungerfordi Kuitert, 1949
- Curicta intermedia (Martin, 1898)
- Curicta johnpolhemi Keffer, 1999
- Curicta lenti De Carlo, 1951
- Curicta longimanus De Carlo, 1951
- Curicta montei De Carlo, 1960
- Curicta pelleranoi De Carlo, 1951
- Curicta peruviana Kuitert, 1949
- Curicta pronotata Kuitert, 1949
- Curicta scorpio Stål, 1862
- Curicta tibialis (Martin, 1898)
- Curicta volxemi (Montandon, 1895)